# Правовая социализация
Правовая социализация — это процесс усвоения человеком системы правовых знаний, ценностей и норм, благодаря которому происходит его успешная адаптация к общественно-правовой жизни. Её результатом является принятие индивидом части культурно-правового наследия, которая актуальна не только для его социальных интересов, но и в целом для общественно-исторического процесса, субъектом которого он является. Приобщаясь к сложившемуся регламенту жизнедеятельности своей социальной группы, человек начинает проявлять негативное отношение к любым отклонениям от действующих социально-правовых установок и принимает участие в противостоянии деструктивным силам, действия которых направлены против сложившегося общественного порядка. Получив необходимые правовые умения и навыки урегулирования отношений с другими членами общества, он может не только продуктивно взаимодействовать с ними, но и закреплять или даже повышать свой статус, успешно выполняя предписанную ему социальную роль.

## Эволюция теории правовой социализации
Зарождение теории правовой социализации приходится на 60-е годы XX века. Начальный период её генезиса отличается сильной методологической и тематической зависимостью от политологии, поскольку разработка новой проблематики осуществлялась в контексте решения вопросов политической социализации и до семидесятых годов оставалась в её «тени». В контексте исследования проблематики правовой социализации начинает формироваться концепция когнитивного развития, сторонники которой (Д. Луин-Тапп, Э. Кон, С. Вайт) признавали когнитивный дифференциал правового мышления доминирующим фактором эволюции индивида как субъекта права. Её развитие шло в контексте методологического противостояния теории социального обучения, которая активно использовалась исследователями (например, криминологами Р. Эйкерсом и Р. Берджесом) в шестидесятые годы при определении внешних детерминант модели правового поведения человека.
В восьмидесятые годы теория правовой социализации получает своё дальнейшее развитие. Учеными был проведён сравнительный анализ моделей правовой социализации в разных странах (в том числе в СССР и США). Они подняли комплекс теоретико-методологических, социокультурных и эмпирических вопросов, имеющих отношение не только к правоведению, но и к социологии, культурологи, психологии и конфликтологии. В этот период были проведены обширные исследования в области правовой социализации детей и подростков. Большой вклад внесли психологи и социологи в изучение развития нравственных ценностей и ориентаций правового поведения. Исследователи подчеркивали важную роль ранней социализации в психосоциальной эволюции личности. Их усилия были сосредоточены на проблемах формирования позитивных ориентаций в социальном и этическом развитии детей. В статье «География правовой социализации: научные и общественные вехи» американская исследовательница Д. Тапп даёт оценку эволюции теории правовой социализации.
Девяностые годы XX века отличаются преобладанием компаративистских исследований национальных моделей правовой социализации и значительной дифференциацией направлений научных исследований данного феномена. Внимание исследователей обращается на целый ряд взаимосвязанных проблем правовой социализации человека: формирование национальной модели социализации, трансформация правосознания граждан в транзитивный период развития общества, духовные и религиозные аспекты развития системы ценностей правовой культуры, роль правового менталитета в механизме социализации, институты гражданского общества как агенты социализации, деформации правосознания, правовая ресоциализация и т. д. В этот период к исследованию данной проблематики активно подключаются российские  учёные.
В XXI веке исследователи особое внимание обращают на изучение аспектов формирования национальных моделей правовой социализации. Они исследуют проблемы управления процессом правовой социализации молодёжи, повышения роли социальных институтов как её агентов, мониторинга социализирующих функций образовательных учреждений, создания современных технологий пенитенциарной ресоциализации и определении позитивных факторов способствующих ей.

## Механизм правовой социализации человека
Правовая социализация проходит в социокультурной среде, на качественное изменение которой оказывает прямое или опосредованное влияние множество духовных и материальных факторов, образующих постоянно меняющиеся многоуровневые полисистемы, непосредственно определяющие тенденции развития правовой культуры общества. К числу базисных составляющих механизма правовой социализации следует отнести: эталоны-ориентиры правового поведения, доминирующие в обществе; сложившуюся в социуме иерархическую систему социально-правовых статусов и ролей; непрерывно развивающийся институт правового воспитания и обучения.
Эталоны, служащие для человека ориентирами правового поведения, появляются в результате исторического развития системы регулятивов жизнедеятельности социума. Модель правового поведения, став образцом, вызывает общее одобрение и стремление индивида к ориентации на иерархию тех ценностей, которые заложены в ней. Став частью правовой культуры, эталоны-ориентиры способствуют организации коллективной деятельности людей. Они подвержены изменениям, которые в зависимости от скорости протекания общественных процессов могут иметь эволюционный или революционный характер. В качестве одного из первоистоков образования эталонов правового поведения выступают социально-регулятивные установки наиболее авторитетных агентов правовой социализации. Эталоны-ориентиры, доминирующие в правосознании субъекта, задают определённый алгоритм и стиль правового мышления, которое участвует в образовании ценностного «фильтра» для отбора значимых паттерн общественного поведения, формирующих иерархическую систему ценностей личности. Данная открытая система выступает своеобразной призмой, через которую субъект (философия) оценивает возможные компоненты своей будущей правовой деятельности как допустимые или недопустимые, разрешенные или запрещённые, одобряемые или наказуемые и т. д.
Иерархическая система социально-правовых статусов и ролей является важной составляющей механизма правовой социализации человека. Каждый индивид относит себя к определённой категории и группе людей, тем самым признавая её идеалы и ценности, принимая на себя обязательства согласования своих интересов с групповыми нуждами и требованиями. Права и обязанности субъекта, занимающего определённую ступень в социальной иерархии, определяются не только и даже не столько его личными качествами, сколько исполняемой им общественной ролью. В процессе правовой социализации человек входит в сложную систему социально-правовых статусов и ролей, в рамках которой он постоянно подвергается внешним воздействиям. Ему приходится на них реагировать, и в зависимости от адекватности реакции его авторитет и статус могут повышаться или понижаться, а влияние на развитие общественных процессов усиливаться или ослабляться.
Институт правового воспитания и обучения можно рассматривать как открытую систему устоявшихся и преобладающих социальных правил, регулирующих процесс формирования личности как субъекта права в целях её подготовки к активному участию в общественно-правовой деятельности. Важной составляющей института является система воспитательных и учебных учреждений (организаций). Такие структуры следует оценивать исходя из степени их чувствительности к изменениям личностных качеств социализируемых индивидов. Излишне бюрократизированные организации неадекватно реагируют на изменения ценностных установок личности, вследствие чего их социализирующая деятельность не только не продуктивна, но и вызывает у человека чувство отчуждения по отношению к декларируемым ими ценностям. Воспитательные и учебные организации, чутко реагирующие на изменения в развитии личности, достигают больших успехов в своей деятельности.

## Агенты правовой социализации
Агентами правовой социализации могут выступать индивиды и общественные группы, которые осуществляют процесс социализации индивида в исторически сложившемся контексте общественно-правовых отношений. Основными агентами правовой социализации являются семья, сверстники, школа, СМИ и общественные организации.
Семья является самым влиятельным агентом социализации на ранних стадиях психосоциальной эволюции человека. В зависимости от типа культуры существуют различные системы семейных отношений, поэтому сложившиеся в определённой общественной группе нормы коммуникативных связей ребёнка не являются стандартными для всех людей. В самой малой социальной группе мать выступает практически всегда главным действующим лицом в процессе ранней социализации ребёнка, формирует стиль его поведения и отношение к окружающему миру. Она учит малыша тому, как надо обходиться с людьми и жить с самим собою. Закладываемые ею в сознание ребёнка внутрисемейные коммуникативные принципы и установки будут в значительной степени перенесены и на отношения с другими людьми, которые не являются членами его семьи.
Ещё ребенком человек усваивает социальные ценности и модели правового поведения не только своих родителей, но и других людей из своего ближайшего окружения, в котором важное место занимают сверстники. Благодаря общению с ними становится более активным его обучение и ускоряется процесс принятие им общественно-правовых установок, действующих в его социальной группе. Желание ребёнка обладать достойным статусом в сообществе своих ровесников является одной из основных детерминант его общественно-правового поведения. Значение нормальных коммуникативных отношений подростка со своими ровесниками вполне сопоставимо со значимостью общения матери со своим младенцем. Человек является «продуктом» конкретной исторической эпохи и сверстником определённого поколения, которое отличается от других возрастных групп своим образом жизни, ценностно-смысловой системой, социальной программой, способами воспитания и формой правовой социализации.
Школа органично связана с национальными и социальными идеалами, которые культивируются государством. В процессе получения школьного образования намного контрастнее, нежели в семье, проявляются упущения и ошибки, сделанные родителями в процессе правового воспитания своих детей. Здесь на помощь должен прийти учитель, который понимает возрастные проблемы ребёнка и может внести соответствующие коррективы в иерархию ценностей формирующегося правового сознания.
В постиндустриальном обществе люди в значительной мере усваивают правила поведения и правовые установки благодаря влиянию на их мировоззрение средств массовой информации, которые оказывают мощное воздействие на процесс формирования системы аксиолантов правовой культуры. В статьях газет и журналов, передачах и фильмах телевизионных каналов, радиовыпусках и электронных изданиях интернет-СМИ охватывается множество событий из правовой сферы жизнедеятельности общества. СМИ представляют гражданам образцы общественной деятельности и модели правового поведения, которым люди пытаются подражать. Процесс копирования моделей поведения происходит как на сознательном, так и на бессознательном уровнях. Средства массовой информации стали одним из важнейших коммуникационных проводников правовых идей, благодаря которым формируются новые ожидания и интересы граждан, а также воспринимают ролевые модели общественно-правовой жизни, сложившиеся в незнакомой для них социальной среде.
В современных государствах, помимо влиятельных средств массовой информации, в качестве одного из основных агентов правовой социализации выступает также система институтов гражданского общества, в которую входят общественные организации, объединения и фонды. Воздействие общественных объединений на процессы правовой социализации человека осуществляется как прямо, так и опосредованно. Если на их членов идет прямое влияние, то опосредованное воздействие — на людей, с которыми конкретная общественная организация сотрудничает или каким-либо образом связана. В целом эти объединения могут выполнять двоякую роль в процессе правовой социализации. С одной стороны, они осуществляют социально-коррекционное и правовое воспитание, формируют правосознание и правовую культуру своих членов под влиянием той ценностной системы, которые доминируют в общественном сознании. Это позволяет успешно адаптироваться человеку к существующей правовой реальности. Но, с другой стороны, их воздействие на «человека организации» может носить стихийный характер и находиться в прямой в зависимости от пристрастий лидеров. Оно может не совпадать с правовыми установками и нормами, культивируемыми в данном обществе. Особенно ярко это несовпадение проявляется в контркультурных (криминальных, экстремистских, авторитарно-религиозных, ультранационалистических и т. п.) общественных организациях, которые формируют у своих членов деформированное правосознание и асоциальные установки поведения.